# Lloyd's Standard Form of Salvage Agreement
Het Lloyd's Standard Form of Salvage Agreement of Lloyd's Open Form (LOF) is een open contract voor de berging van een schip of een ander drijvend object, ontwikkeld door Lloyd's of London dat uitgaat van no cure, no pay: als de berging niet slaagt, hoeft er niet betaald te worden.

## De overeenkomst
Het contract geeft een manier om de hoogte van het bergingsloon te bepalen dat aan de bergingsmaatschappij, of bergers betaald moet worden na de succesvolle berging van een maritiem object op zee. Het is waarschijnlijk het meest gebruikte bergingscontract. Een commissie van arbiters van Lloyd’s hoort zaken aan die voortkomen onder de overeenkomst en om bergingslonen vast te stellen. Lloyd's rol is het beheren van het contract en het bieden van een betrouwbaar kader waarin het arbitrageproces kan plaatsvinden.

## No cure, no pay
Het grondbeginsel van het contract, afgezien van één uitzondering (SCOPIC), is no cure, no pay. Dus een berger die onder het LOF werkt en die geen succes heeft bij het bergen van schip en/of lading, krijgt geen bergingsloon, ondanks de kosten die gemaakt zijn.

### De uitzondering (SCOPIC-clausule)
De regel No cure - no pay (die vetgedrukt staat bovenaan het LOF) kent een uitzondering: de Special Compensation P & I Club (SCOPIC) clause. Hiermee kan de berger een hoger tarief krijgen dan de geredde waarde, zodat extreme investeringen en kosten terugverdiend kunnen worden. Hierdoor wordt voorkomen dat de berger extra vroeg stopt met de reddingspoging, omdat hij zijn kansen op voordelig werk te laag schat. Met een hoger uitbetalingbedrag is zijn risico gunstiger. Wanneer een milieuramp zou dreigen is het voor het milieu (maar niet voor de berger) gunstiger extra moeite te doen.

## Geschiedenis
Berging op basis van no cure, no pay gaat terug naar de Romeinse tijden en mogelijk nog verder. Aan het eind van de 19e eeuw was er een onbevredigende situatie ontstaan, waarbij schepen en hun lading werden vastgehouden in diverse delen van de wereld in afwachting van langdurige en kostbare rechtszaken.
Het werd voor zowel bergers als eigenaren een te groot financieel risico. Na een groot aantal schepen dat in de Dardanellen aan de grond was gelopen, was de situatie in 1890 onhoudbaar. De toenmalige secretaris van Lloyd's, Henry Hozier, bezocht het gebied om onderzoek te doen naar de aantijgingen van excessief hoog bergingsloon dat geëist zou worden en haalde de lokale bergers over om een systeem aan te nemen dat rechtvaardiger was voor iedereen. Ook was men ontevreden dat rechtbanken in verschillende landen niet consistent waren in de hoogte van toegekend bergingsloon. In november 1892 werd het eerste LOF opgesteld.

## Arbitrage hoorzitting
De eerste overeenkomsten werden individueel opgesteld en niet volgens een standaard opmaak, met daarin al het fundamentele principe van no cure, no pay en met een bepaling dat geschillen tussen partijen door een arbiter werden geschikt die aangewezen werd door de toenmalige commissie van Lloyd's. Het contract is gedurende de jaren aangepast om zeker te maken dat het een uitvoerbare en commercieel acceptabele manier is om bergingskwesties op te lossen. De laatste aanpassing is van 1 september 2000.